# Mieszanka Pawłowa
Mikstura Pawłowa (mixtura Pavlovi), mieszanka Pawłowa – preparat galenowy sporządzany na zamówienie w aptekach w zakresie receptury aptecznej, według przepisu oficynalnego. Nazwa upamiętnia rosyjskiego fizjologa Iwana Pawłowa. Wykazuje skojarzone działanie nasercowe glikozydów kardenolidowych, pochodzących z wyciągów roślinnych oraz kojące niewielkich dawek barbituranu, soli bromkowej oraz wodnika chloralowego. Znajduje zastosowanie w neurozach, a także jako doraźny środek w opanowywaniu objawów tzw. nerwicy serca (zespół Da Costy), lęku i niepokoju.
Pozycja w lecznictwie tego leku była do niedawna stosunkowo niewielka (z tendencją spadkową). Zyskał jednak ponownie na znaczeniu po zaprzestaniu produkcji podobnego, gotowego leku Milocardin. Stanowi alternatywę dla rutynowo stosowanych benzodiazepin.
Skład:
Luminali Natrii 0,2 (sól sodowa fenobarbitalu)
Chlorali hydrati 4,8 (wodzian chloralu)
Natrii bromati 4,8 (bromek sodu)
Tinct. Adonidis vernalis titratae 4,0 (nalewka z ziela miłka wiosennego mianowana)
Tinct. Valerianae 8,0 (nalewka z korzenia kozłka lekarskiego)
Aquae purificatae ad 200,0 (woda oczyszczona)
M.f.mixt.
Preparat należy przechowywać w chłodnym miejscu (5–15 °C).